# Joseph Dempsie
Joseph "Joe" Maxwell Dempsie (født 22. juni 1987) er en engelsk skuespiller, bedst kendt for sin rolle som Christopher "Chris" Miles i tv-serien Skins. Dempsies tidligere skuespilkarriere omfatter de medicinske dramaer Doctors, Peak Practice og Sweet Medicine, samt film One for the Road and Heartlands. Han optrådte også i en BBC-dokumentar-drama om en landmand fra Norfolk, Tony Martin. Han er spiller i øjeblikket rollen som Gendry i HBO-serien Game of Thrones, og for nylig spillede den skurkagtige Johannes i BBC tv-serien The Fades.